# Tsoeg Teoetsjezj

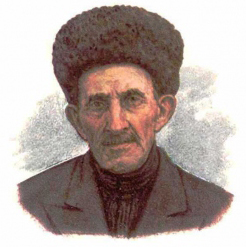
Tsoeg Teoetsjezj

Tsoeg Teoetsjezj (Russisch: Цуг Теучеж), eerder Tagir Alievitsj Teoetsjezj (Тагир Алиевич Теучеж) (aoel Gaboekaj (nu Teoetsjezjchabl), 3 augustus [O.S. 15 augustus] 1855 - aoel Ponezjkaj, 26 januari 1940) was een Adygese sovjet-dichter.
Teoetsjezj werd geboren in het dorpje Gaboekaj en werkte als boerenarbeider in zijn jeugd. Later werd hij zadelmaker. Voor de Russische Revolutie schreef hij Adygese gedichten over de onderdrukking door de Russen. Onder het sovjetregime werd zijn werk opgemerkt en ingezet voor de constructie van het socialistische Adygea. Hij schreef in die tijd de gedichten Oorlog met de vorsten en orkanen (Russisch: Война с князьями и орками) (1938), Vaderland (Родина) (1939) en Oerysbi Mefoko (Урысбий Мэфоко) (1939) en werd voor zijn werk onderscheiden met de Orde van de Rode Banier van Arbeid. Ter ere van hem werd zijn geboorteplaats hernoemd tot Teoetsjezjchabl. Ook werd een Adygees district hernoemd tot district Teoetsjezjski en de stad Adygejsk droeg de naam Teoetsjezjsk tussen 1976 en 1992. In zijn geboorteplaats bevindt zich een museum over hem.
- Library of Congress Control Number: n98072508
- Virtual International Authority File: 80144648446057393912